# Szubszidiárius bűncselekmény
A szubszidiárius bűncselekmény a bűncselekmények azon fajtája, mely csak akkor kerülhet megállapításra, ha más bűncselekmény vagy súlyosabb bűncselekmény nem valósul meg.

## Alternatív jelleg
A jogellenes cselekmény csak akkor minősül szubszidiárius bűncselekménynek, ha más, súlyosabb bűncselekmény nem valósul meg. A szubszidiárius bűncselekmény alternatív jellegű bűncselekmény: ha a jogellenes magatartás a büntető törvénykönyv különös részének bármelyik egyéb tényállásába ütközik, akkor nem a szubszidiárius bűncselekményt állapítják meg, hanem a másik bűncselekményt.

## A törvényszöveg utalása
A büntető törvény szövegéből kiolvasható, hogy az adott bűncselekmény szubszidiárius-e vagy nem:
A szubszidiárius bűncselekményt kell alkalmazni ha az „amennyiben más bűncselekmény nem valósul meg” (például: kényszerítés) vagy „súlyosabb bűncselekmény nem valósul meg” (például: garázdaság) törvényi feltétel teljesül. Ha ez nem teljesül, tehát a jogellenes magatartás más bűncselekményt is megvalósít, úgy azt kell alkalmazni és a szubszidiárius bűncselekményt figyelmen kívül kell hagyni.

## Példa a szubszidiárius bűncselekményre
Elköveti a kényszerítést, aki mást erőszakkal, fenyegetéssel arra kényszerít, hogy valamit eltűrjön, és ez jelentős érdeksérelmet okoz. Például megfenyegetem a szomszédomat, hogy létesítsen velem továbbra is szexuális kapcsolatot, különben a férje-felesége tudomására hozom, hogy korábban is történt köztünk nemi kapcsolat. Ez kényszerítés, a nemi zsarolás tipikus esete. Ha azonban megfenyegetem, és mégsem akar szexuális viszonyt létesíteni velem, mire erőszakot alkalmazok vele szemben, úgy az erőszakos közösülés bűntette miatt fognak elítélni, mivel az erőszakos közösülés súlyosabban büntetendő, mint a kényszerítés. A szubszidiárius bűncselekmény funkciója az, hogy kisegítő, kiegészítő szerepet játsszon azokban a tényállásokban, ahol más törvényi tényállást nem sikerül megállapítani, de a tettes magatartása jogellenes és büntetőjogilag büntetendő.